# Aphanistes crassulus
Aphanistes crassulus là một loài tò vò trong họ Ichneumonidae.